# Une idylle dans le métro
Pour plus de détails, voir Fiche technique et Distribution.
Une idylle dans le métro (titre original : The Wise Kid) est un film américain réalisé par Tod Browning, sorti en 1922.

## Synopsis
La caissière d'un restaurant, Rosie Cooper, est amoureuse de Freddie Smith, un employé de boulangerie. Alors qu'elle aide un client, Jefferson Southwick, qui a oublié son portefeuille, Jimmie devient jaloux. Southwick se fait passer pour le fils d'un riche marchand mais lorsqu'ils découvrent que ses comptes sont à découvert, il emprunte cent dollars à Rosie et tente ensuite de quitter la ville. Étant plus intelligente que lui, il atterrit en prison et Rosie récupère son argent. Elle se contente ensuite des attentions de Freddie qui, bien que pauvre, reste honnête.

## Fiche technique
- Titre original : The Wise Kid
- Titre français : Une idylle dans le métro
- Réalisation : Tod Browning
- Scénario : Wallace Clifton et William Slavens McNutt
- Photographie : William Fildew
- Société de production : Universal Pictures
- Pays de production :  États-Unis
- Format : Noir et blanc — 35 mm — 1,33:1 — Muet
- Genre : Comédie dramatique
- Date de sortie : 1922

## Distribution
- Gladys Walton : Rosie Cooper
- David Butler : Freddie Smith
- Hallam Cooley : Harry
- Hector V. Sarno : Tony Rossi
- Henry A. Barrows : Jefferson Southwick